# Norwegischer Fußballpokal der Männer 2009
Der norwegische Fußballpokal 2009 (kurz auch NM-Cup 2009 genannt) war die 104. Austragung des Fußballpokalwettbewerbs der Männer. Die zwei Qualifikationsrunden fanden vom 13. bis zum 22. April 2009 statt. Die erste Hauptrunde wurde vom 9. bis 13. Mai 2009 ausgetragen. Das Finale im Ullevaal-Stadion in der norwegischen Hauptstadt Oslo fand am 8. November 2009 statt. Pokalsieger wurde zum ersten Mal der Aalesunds FK.
Der Pokalsieger erhielt das Startrecht in der 3. Qualifikationsrunde der UEFA Europa League 2010/11.

## Modus und Kalender
Der Wettbewerb begann im April mit der ersten Qualifikationsrunde. An dieser durften alle Vereine der vierten und fünften Spielklasse des norwegischen Fußballverbandes Norges Fotballforbund (NFF) teilnehmen, die ein bestimmtes Leistungsniveau hatten und ein angemessenes Spielfeld besaßen. Die 96 Gewinner spielten im April in einer zweiten Qualifikationsrunde gegeneinander um die Teilnehmer an den Hauptrunden.
Zu den 51 Gewinnern der Qualifikation stießen in der ersten Hauptrunde die 77 Vereine der drei höchsten norwegischen Spielklassen: der Tippeligaen, der 1. Division und der Oddsenligaen. Es folgten noch drei weitere Hauptrunden, das Viertelfinale, das Halbfinale und schließlich im November das Finale. Das Finalspiel findet seit 1948 im Osloer Ullevaal-Stadion statt.
| Runde                  | Datum                      | Spiele | Vereine   | Neueinstiege |
| ---------------------- | -------------------------- | ------ | --------- | ------------ |
| 1. Qualifikationsrunde | 13. April 2009             | 102    | 281 → 179 | 204          |
| 2. Qualifikationsrunde | 22. April 2009             | 51     | 179 → 128 | –            |
| 1. Runde               | 9. bis 10. Mai 2009        | 64     | 128 → 64  | 77           |
| 2. Runde               | 27. bis 28. Mai 2009       | 32     | 64 → 32   | –            |
| 3. Runde               | 17. bis 18. Juni 2009      | 16     | 32 → 16   | –            |
| 4. Runde               | 8. bis 9. Juli 2009        | 8      | 16 → 8    | –            |
| Viertelfinale          | 7. bis 9. August 2009      | 4      | 8 → 4     | –            |
| Halbfinale             | 23. bis 24. September 2009 | 2      | 4 → 2     | –            |
| Finale                 | 8. November 2009           | 1      | 2 → 1     | –            |

## 1. Runde
Die Auslosung fand am 28. April 2009 statt.
| Datum      |                       | Ergebnis              |                      |
| ---------- | --------------------- | --------------------- | -------------------- |
| 09.05.2009 | Asker Fotball         | 2:1                   | FK Tønsberg          |
|            | Bossekop UL           | 0:1                   | Tromsdalen UIL       |
|            | Eidsvold TF           | 2:0                   | Valdres FK           |
|            | Fjøra FK              | 0:1                   | Løv-Ham Fotball      |
|            | Flisa IL              | 0:0 n. V. (4:5 i. E.) | Kongsvinger IL       |
|            | Klepp IL              | 1:5                   | Bryne FK             |
|            | Mysen IF              | 1:5                   | Follo Fotball        |
|            | Raufoss IL            | 3:1                   | Ullern IF            |
|            | Redalen IL            | 0:1                   | Nybergsund IL        |
|            | Skjetten SK           | 1:2 n. V.             | Kjelsås Fotball      |
|            | Strømmen IF           | 2:0                   | Korsvoll IL          |
|            | Vindbjart FK          | 1:3                   | Randaberg IL         |
|            | FK Ørn-Horten         | 3:4                   | Sarpsborg 08 FF      |
|            | Verdal IL             | 1:6                   | Vålerenga Oslo       |
| 10.05.2009 | Ålgård FK             | 3:2 n. V.             | Flekkerøy IL         |
|            | Årvoll IL             | 0:3                   | Hønefoss BK          |
|            | Brattvåg IL           | 0:5                   | Aalesunds FK         |
|            | Egersunds IK          | 3:3 n. V. (3:5 i. E.) | Kopervik IL          |
|            | Elnesvågen/Omegn IL   | 1:2                   | Skarbøvik IF         |
|            | Elverum Fotball       | 1:4 n. V.             | Ham-Kam              |
|            | Fjellhamar FK         | 1:2                   | Lørenskog IF         |
|            | IF Fløya              | 0:4                   | Tromsø IL            |
|            | Follese FK            | 1:2                   | Fyllingen Fotball    |
|            | IF Fram Larvik        | 1:2 n. V.             | Drammen FK           |
|            | Frigg Oslo FK         | 0:4                   | Lyn Oslo             |
|            | Frøyland IL           | 1:4                   | FK Haugesund         |
|            | Gjøvik FF             | 0:4                   | Rosenborg Trondheim  |
|            | Grüner IL             | 2:5                   | Ullensaker/Kisa IL   |
|            | Hasle-Løren IL        | 0:2                   | Drøbak/Frogn IL      |
|            | Jevnaker IF           | 1:1 n. V. (3:4 i. E.) | Mjøndalen IF         |
|            | Kattem IL             | 1:5                   | Levanger FK          |
|            | KIL-Hemne Fotball     | 0:2                   | Byåsen Toppfotball   |
|            | Kolstad Fotball       | 2:3                   | Ranheim Fotball      |
|            | Konnerud IL           | 2:4 n. V.             | Strømsgodset IF      |
|            | Kristiansund BK       | 5:2                   | Nardo FK             |
|            | Kvik Halden FK        | 2:1                   | Skeid Oslo           |
|            | Lillehammer FK        | 1:1 n. V. (4:1 i. E.) | KFUM Oslo            |
|            | Lyngbø SK             | 1:0                   | Fana IL              |
|            | Lyngdal IL            | 1:6                   | Stavanger IF         |
|            | FK Mjølner            | 2:2 n. V. (9:8 i. E.) | Harstad IL           |
|            | Mo IL                 | 1:2                   | IL Stålkameratene    |
|            | Nordstrand IF         | 0:7                   | Fredrikstad FK       |
|            | Odda FK               | 1:6                   | Viking Stavanger     |
|            | Østsiden IL           | 2:3                   | Lillestrøm SK        |
|            | Pors Grenland         | 1:2                   | Notodden FK          |
|            | Rakkestad IF          | 0:6                   | Moss FK              |
|            | Røa IL                | 3:1                   | Manglerud Star Oslo  |
|            | Sandar IL             | 0:3                   | Bærum SK             |
|            | Sander IL             | 0:5                   | Stabæk Fotball       |
|            | Sandnes Ulf           | 4:2                   | FK Mandalskameratene |
|            | FK Senja              | 0:1                   | FK Bodø/Glimt        |
|            | IF Skarp              | 1:2                   | Alta IF              |
|            | Smørås IL             | 0:4                   | Sogndal Fotball      |
|            | Stathelle/Omegn IL    | 2:4                   | Sandefjord Fotball   |
|            | Steinkjer FK          | 8:2                   | Charlottenlund SK    |
|            | Stord Sunnhordland FK | 0:2                   | Nest-Sotra Fotball   |
|            | Strindheim IL         | 5:0                   | Tiller IL            |
|            | Tornado Måløy         | 1:8                   | Molde FK             |
|            | IF Trauma             | 1:4                   | Start Kristiansand   |
|            | SK Træff              | 3:4                   | IL Hødd              |
|            | Vadmyra IL            | 1:2 n. V.             | Åsane Fotball        |
|            | SK Vard Haugesund     | 0:4                   | FK Vidar             |
| 13.05.2009 | IL Høyang             | 0:6                   | Brann Bergen         |
|            | Vestfossen IF         | 0:4                   | Odd Grenland         |

## 2. Runde
Die Auslosung fand am 14. Mai 2009 statt.
| Datum      |                      | Ergebnis              |                     |
| ---------- | -------------------- | --------------------- | ------------------- |
| 24.05.2009 | IL Hødd              | 0:2                   | Molde FK            |
|            | Lyngbø SK            | 0:2                   | Brann Bergen        |
| 27.05.2009 | Drammen FK           | 1:5                   | Mjøndalen IF        |
|            | Kjelsås Fotball      | 1:2                   | Odd Grenland        |
|            | Kopervik IL          | 1:5                   | Bryne FK            |
|            | Kvik Halden FK       | 1:4                   | Stabæk Fotball      |
|            | Lillehammer FK       | 0:4                   | Ham-Kam             |
|            | Fyllingen Fotball    | 0:3                   | Løv-Ham Fotball     |
|            | Randaberg IL         | 2:2 n. V. (3:4 i. E.) | FK Haugesund        |
|            | Ranheim Fotball      | 6:0                   | Steinkjer FK        |
|            | Stavanger IF         | 3:2                   | Sandnes Ulf         |
|            | Strømmen IF          | 1:2 n. V.             | Lillestrøm SK       |
|            | FK Vidar             | 1:3                   | Start Kristiansand  |
| 28.05.2009 | Ålgård FK            | 2:3                   | Viking Stavanger    |
|            | Byåsen Toppfotball   | 3:4                   | Alta IF             |
|            | Drøbak/Frogn IL      | 1:2                   | Fredrikstad FK      |
|            | Follo Fotball        | 0:2                   | Vålerenga Oslo      |
|            | Hønefoss BK          | 1:1 n. V. (6:5 i. E.) | Raufoss IL          |
|            | Kristiansund BK      | 0:2                   | Aalesunds FK        |
|            | Levanger FK          | 0:5                   | Rosenborg Trondheim |
|            | Lørenskog IF         | 0:1                   | Notodden FK         |
|            | FK Mjølner           | 1:3                   | FK Bodø/Glimt       |
|            | Røa IL               | 0:6                   | Lyn Oslo            |
|            | IL Stålkameratene    | 2:3                   | Tromsø IL           |
|            | Tromsdalen UIL       | 2:3                   | Strindheim IL       |
|            | Ullensaker/Kisa IL   | 1:0                   | Sandefjord Fotball  |
| 04.06.2009 | Nest-Sotra Fotball   | 2:1                   | Moss FK             |
|            | Sarpsborg 08 FF      | 2:3                   | Eidsvold TF         |
|            | Sogndal Fotball      | 2:1                   | Åsane Fotball       |
| 10.06.2009 | Bærum SK             | 3:1                   | Strømsgodset IF     |
|            | Kongsvinger IL       | 4:0                   | Skarbøvik IF        |
|            | Nybergsund IL-Trysil | 1:3                   | Asker Fotball       |

## 3. Runde
Die Auslosung fand am 5. Juni 2009 statt.
| Datum      |                    | Ergebnis                |                     |
| ---------- | ------------------ | ----------------------- | ------------------- |
| 17.06.2009 | Aalesunds FK       | 2:1                     | Stavanger IF        |
|            | Alta IF            | 3:0                     | FK Bodø/Glimt       |
|            | Bryne FK           | 0:0 n. V. (3:2 i. E.)   | Viking FK           |
|            | Eidsvold TF        | 1:2                     | Stabæk Fotball      |
|            | Ham-Kam            | 0:2                     | Lyn Oslo            |
|            | FK Haugesund       | 1:2                     | Sogndal Fotball     |
|            | Asker Fotball      | 0:3                     | Lillestrøm SK       |
|            | Mjøndalen IF       | 3:1                     | Bærum SK            |
|            | Nest-Sotra Fotball | 2:4                     | Brann Bergen        |
|            | Notodden FK        | 0:2                     | Odd Grenland        |
|            | Strindheim IL      | 1:7                     | Rosenborg Trondheim |
|            | Tromsø IL          | 4:0                     | Hønefoss BK         |
|            | Vålerenga Oslo     | 5:3                     | Ullensaker/Kisa IL  |
| 18.06.2009 | Fredrikstad FK     | 5:3 n. V.               | Ranheim Fotball     |
|            | Molde FK           | 1:0                     | Kongsvinger IL      |
|            | Start Kristiansand | 2:2 n. V. (13:14 i. E.) | Løv-Ham Fotball     |

### Achtelfinale
| Datum      |                     | Ergebnis |                 |
| ---------- | ------------------- | -------- | --------------- |
| 05.07.2009 | Rosenborg Trondheim | 2:0      | Løv-Ham Fotball |
|            | Tromsø IL           | 2:0      | Bryne FK        |
| 08.07.2009 | Alta IF             | 0:1      | Molde FK        |
|            | Sogndal Fotball     | 0:1      | Aalesunds FK    |
|            | Stabæk Fotball      | 4:0      | Lillestrøm SK   |
|            | Vålerenga Oslo      | 3:1      | Mjøndalen IF    |
| 09.07.2009 | Brann Bergen        | 1:0      | Lyn Oslo        |
|            | Odd Grenland        | 3:1      | Fredrikstad FK  |

### Viertelfinale
| Datum      |                | Ergebnis |                     |
| ---------- | -------------- | -------- | ------------------- |
| 08.08.2009 | Aalesunds FK   | 3:1      | Stabæk Fotball      |
|            | Odd Grenland   | 5:1      | Brann Bergen        |
| 09.08.2009 | Vålerenga Oslo | 4:3      | Tromsø IL           |
|            | Molde FK       | 5:0      | Rosenborg Trondheim |

### Halbfinale
| Datum      |              | Ergebnis  |                |
| ---------- | ------------ | --------- | -------------- |
| 23.09.2009 | Molde FK     | 6:3 n. V. | Vålerenga Oslo |
| 24.09.2009 | Aalesunds FK | 1:0       | Odd Grenland   |

### Finale
| Molde FK                                                     | Molde FK | Aalesunds FK | Aalesunds FK |
| ------------------------------------------------------------ | --- | --- | ------------ |
| Molde FK                                                     | \| 8. November 2009 um 13:15 Uhr MEZ in Oslo (Ullevaal-Stadion) \| \| Ergebnis: 2:2 n. V. (1:1, 1:0), 4:5 i. E. \| \| Zuschauer: 25.500 \| \| Schiedsrichter: Kristoffer Helgerud (Lier) \|                                                                                                 | \| 8. November 2009 um 13:15 Uhr MEZ in Oslo (Ullevaal-Stadion) \| \| Ergebnis: 2:2 n. V. (1:1, 1:0), 4:5 i. E. \| \| Zuschauer: 25.500 \| \| Schiedsrichter: Kristoffer Helgerud (Lier) \|                                                                                        | Aalesunds FK |
| Molde FK                                                     | Knut Dørum Lillebakk – Kristoffer Paulsen Vatshaug, Christian Steen, Vegard Forren, Øyvind Gjerde (37. Marcus Andreasson) – Daniel Berg Hestad , Makhtar Thioune, Magne Hoseth (91. José Mota) – Mattias Moström (62. Thomas Holm), Mame Diouf, Pape Paté Diouf Cheftrainer: Kjell Jonevret | Anders Lindegaard – Ville Jalasto, Jonatan Tollås Nation, Amund Skiri, Jonathan Parr – Johan Arneng , Trond Fredriksen (102. Demar Phillips), Fredrik Carlsen, Khari Stephenson – Diego Silva (102. Tor Hogne Aarøy), Glenn Roberts (60. Pablo Herrera) Cheftrainer: Kjetil Rekdal | Aalesunds FK |
| Molde FK                                                     | 1:0 Mame Diouf (27.) 2:1 Mame Biram Diouf (96.) | 1:1 Glenn Roberts (54.) 2:2 Hogne Aarøy (114.) | Aalesunds FK |
| Molde FK                                                     | Elfmeterschießen | | Aalesunds FK |
| Molde FK                                                     | José Mota 1:1 Makhtar Thioune 2:2 Vegard Forren 3:3 Christian Steen 4:4 Pape Paté Diouf | 0:1 Khari Stephenson 1:2 Johan Arneng 2:3 Pablo Herrera Barrantes 3:4 Demar Phillips 4:5 Amund Skiri | Aalesunds FK |
| Molde FK                                                     | Magne Hoseth (17.), Daniel Berg Hestad (40.) | Fredrik Carlsen (27.), Johan Arneng (45.+1') | Aalesunds FK |
| 8. November 2009 um 13:15 Uhr MEZ in Oslo (Ullevaal-Stadion) | | |              |
| Ergebnis: 2:2 n. V. (1:1, 1:0), 4:5 i. E.                    | | |              |
| Zuschauer: 25.500                                            | | |              |
| Schiedsrichter: Kristoffer Helgerud (Lier)                   | | |              |